# Michael Davis (Regisseur)
Michael Paul Davis (* 1. August 1961 in Rockville, Maryland) ist ein US-amerikanischer Regisseur und Drehbuchautor.
Sein bekanntester Film ist Shoot 'Em Up mit Clive Owen, Paul Giamatti, und Monica Bellucci.

## Filmografie

### Autor und Regisseur
- 1994: Der kleine Gigant (Beanstalk)
- 1997: Mein Traummädchen von Nebenan (Eight Days a Week) (auch als Produzent)
- 2000: Eins, zwei, Pie – Wer die Wahl hat, hat die Qual (100 Girls)
- 2002: Girl Fever (TV-Titel: 100 Women – Eine ist wie keine)
- 2003: Monster Man – Die Hölle auf Rädern (Monster Man)
- 2007: Shoot ’Em Up

### Autor
- 1994: Double Dragon – Die 5. Dimension (Double Dragon)
- 1994: Dino Kids 2 (Prehysteria! 2)
- 1995: Prehysteria! 3
- 1999: Simon und die Wunderlampe (The Incredible Genie)